# Stenløse
Stenløse är en tidigare tätort i Region Hovedstaden i Danmark, som sedan 2010 är sammanvuxen med Ølstykke och utgör tätorten Ølstykke-Stenløse. Tätorten hade 5 770 invånare (2009). Den ligger i Egedals kommun på ön Själland, cirka 25,5 kilometer nordväst om centrala Köpenhamn. Stenløse var centralort i Stenløse kommun fram till kommunreformen 2007.